# 圣安德肋堂 (格勒诺布尔)

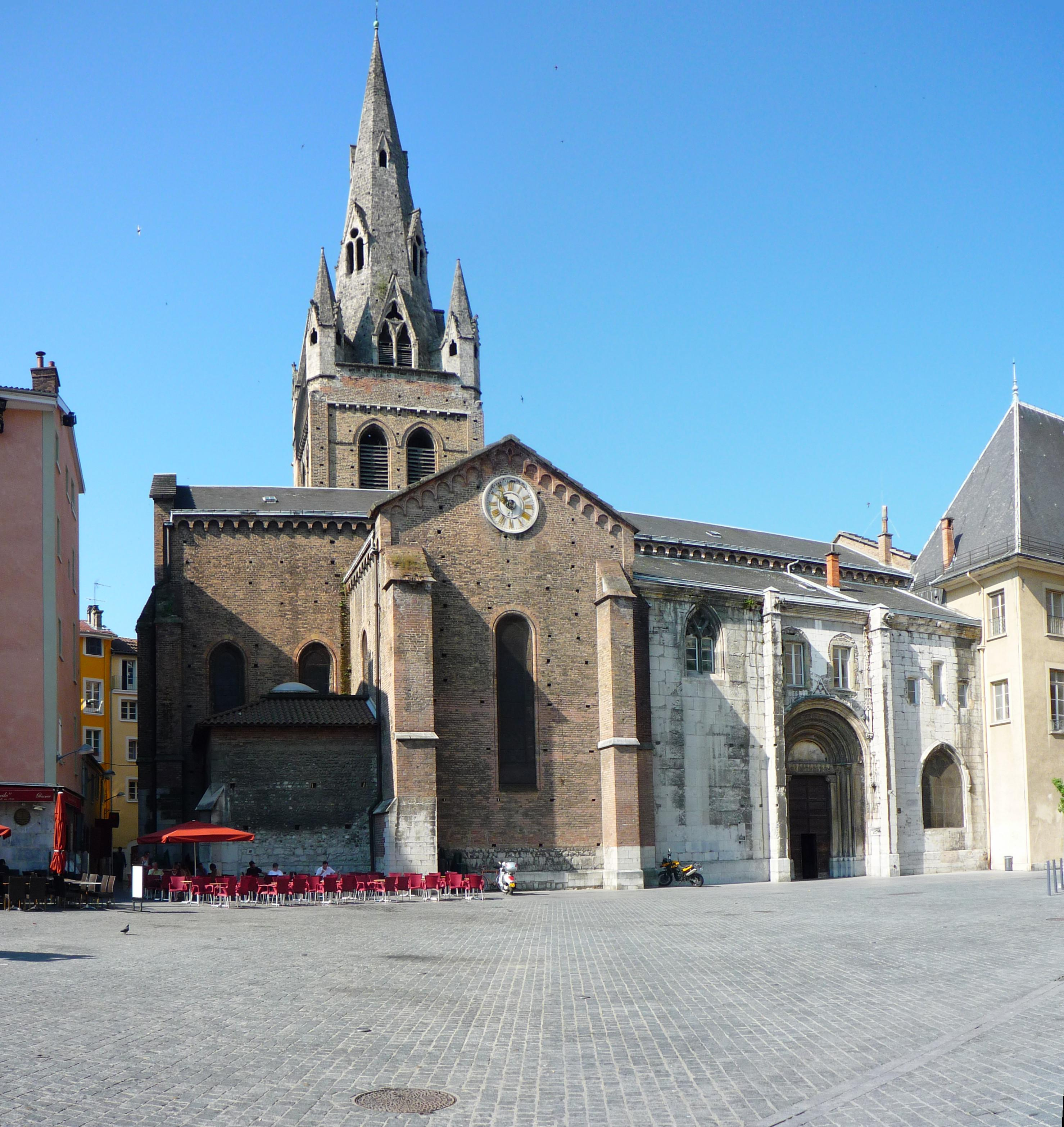
圣安德肋堂

格勒诺布尔圣安德肋堂（法語：Collégiale Saint-André de Grenoble）是法国格勒诺布尔的一座教堂，供奉圣安德肋。

## 历史
圣安德肋堂位于格勒诺布尔圣安德烈广场（Place Saint-André），原多菲内高等法院（Palais du parlement du Dauphiné）前 原为 Dauphins of the Viennois 的私人墓地小堂, 1228年建立。 用阿尔普迪埃兹附近的银矿收入支付。
1219年格勒诺布尔洪水之后，阿尔邦伯爵在高地上建造这座教堂，作为王室的墓地。从1349年，它是法国国王的皇家小堂。1468年6月20日，国王路易十一允许詠禱司鐸團任命教职。1562年，宗教改革期间，它基本上被阿德雷茨男爵的新教部队摧毁。1790年，法国大革命期间，咏祷司铎班解散，1822年，降为普通的堂区教堂。
圣安德肋堂自2013年8月27日起列为法国历史遗迹。此前，有些部分已单独列入 (尖塔在1908年，西山墙及半月楣在1936年，西门在1956年）。

## 钟楼
钟楼是城市天际线的特色，也是城市的象征。它高56米，在13世纪晚期完成。